# Achatz Ferdinand von der Asseburg
Achatz Ferdinand friherre von der Asseburg (født 20. juli 1721 i Meisdorf ved Ballenstedt, død 13. marts 1797 i Braunschweig) var en tysk adelsmand og diplomat i dansk tjeneste.

## Mødet med Bernstorff og indtræden i dansk tjeneste
Han tilhørte en gammel tysk adelsslægt og fødtes 1721 i hertugdømmet Halberstadt. Hans forældre var Johan Ludwig von der Asseburg, preussisk kammerherre og riddergodsbesidder, og A.M.F. von der Schulenburg. Hans faders fætter var hessen-kasselsk statsminister og svensk gehejmeråd, hans moders broder dansk feltmarskal og generaladjudant. Efter at have fuldendt sine studier i Jena trådte han i hessen-kasselsk tjeneste og anvendtes i diplomatiske hverv. I 1749-50 ledsagede han tronfølgeren på dennes rejse til Paris, hvor han gjorde bekendtskab med J.H.E. Bernstorff, dengang dansk gesandt i Frankrig. Da Bernstorff i 1751 blev udenrigsminister, lod han Asseburg, om hvis karakter og talenter han havde dannet sig en høj mening, komme til København, og da kongen og A.G. Moltke snart sluttede sig til hans dom, trådte Asseburg med sin preussiske landsherres tilladelse over i den danske statstjeneste. I september 1751 udnævntes han til dansk kammerherre og ansattes i det Tyske Kancelli. I 1754 udførte han en hemmelig mission til Tyskland, på hvilken han vandt storfyrstinde Cathrines moder, fyrstinden af Anhalt-Zerbst, for den gottorpske mageskifteplan, og gik derpå i begyndelsen af 1755 som gesandt til Stockholm. Her modarbejdede han, med stor takt og uden at bryde med dronning Louise Ulrikke, hoffets intriger mod forfatningen (den Horn-Braheske stempling), og 12. juli 1756 afsluttede han, trods den svenske udenrigsminister Anders Johan von Höpkens nag mod Danmark, l'union maritime på de betingelser, Bernstorff stillede. Den myndige franske ambassadør Louis de Cardevac, marquis d'Havrincourt ville imidlertid ikke tåle Asseburg ved siden af sig, og for ikke at forstyrre forholdet til Frankrig måtte Bernstorff i april 1760 bringe det offer at kalde Asseburg tilbage.

## Karriens højdepunkt: Forhandlingerne med Rusland
De to følgende år tilbragte denne på sine godser, men i juli 1762 beordredes han til Berlin, hvor han uden officiel kvalitet, ved hjælp af sit venskab med den preussiske udenrigsminister Karl Wilhelm von Finckenstein, skulle understøtte de danske befuldmægtigede, Cai Rantzau og Carl Juel, ved de fredsforhandlinger med Rusland, der skulle åbnes under Frederik II's mægling. Peter III's afsættelse gjorde imidlertid disse forhandlinger overflødige, og Asseburg brugtes i de følgende to år i forskellige overordentlige missioner (til Hanau for at ordne den hessiske arveprins Carls ægteskab med Frederik V's datter, prinsesse Louise, til Frankfurt am Main i anledning af Joseph II's valg til tysk-romersk kejser, og til Württemberg for i forbindelse med Preussens og Hannovers gesandter at mægle i forfatningsstriden mellem hertugen og stænderne). Først i 1765 kunne Bernstorff udføre sin længe nærede tanke at sende Asseburg til Sankt Petersborg, og de tre år, denne tilbragte i Rusland, blev glanspunktet i hans diplomatiske karriere. Med Nikita Panin var han nøje forbunden fra den tid, de var kolleger i Stockholm, og han vandt snart kejserindens højeste tillid. Det skyldtes således i en ikke ringe grad Asseburg, at det lykkedes Bernstorff at ordne alle stridsspørgsmål med Rusland og at lægge grunden til den faste alliance mellem de to stater. 22. april 1767 undertegnedes den foreløbige mageskiftetraktat, med Ruslands understøttelse blev ægteskabet mellem den svenske kronprins Gustav og prinsesse Sophie Magdalene gennemført, og der tilvejebragtes fuldstændig enighed med hensyn til de svenske forfatningsforhold. 20. april 1767 var han blevet dansk gehejmeråd. Blandt andre beviser på kongens nåde modtog Asseburg udnævnelse til ambassadør, men da hans sundhed ikke tålte det russiske klima, og hans hverv i Sankt Petersborg nu var tilendebragt, tilbagekaldtes han på sin indstændige begæring og forlod således Rusland i februar 1768. Allerede forinden havde Bernstorff med kongens tilladelse tilbudt Asseburg den første plads, der blev ledig i Konseillet, men Asseburg erklærede, at "han vel kunde være Bernstorffs Underordnede, men aldrig vilde vove at staa som hans Ligemand". Da senere den engelske regering intrigerede mod Bernstorff og ville sætte Asseburg i hans sted, meldte denne det straks til Bernstorff.

## Overgang til russisk tjeneste
Efter sin tilbagekomst fra Rusland opholdt Asseburg sig på sine godser, indtil han i 1769 på ny sendtes til Stuttgart efter begæring af de württembergske stænder, og det lykkedes ham i forbindelse med de andre gesandter at tilvejebringe et forlig mellem hertugen og stænderne. Imidlertid var Bernstorff blevet styrtet, og den nye regering viste sit sindelag mod Asseburg ved at udnævne ham til den lidet vigtige gesandtskabspost i Haag, der nærmest var en retrætepost, og ved samtidig at inddrage den livsvarige pension, som kongen havde tilstået ham. Med rette så han heri et vink om at begære sin afsked, og i november 1771 dimitteredes han fra alle sine embeder og værdigheder.
Da den danske regering således selv havde givet afkald på hans yderligere tjeneste, tog han efter Bernstorffs råd ikke længere i betænkning at modtage de glimrende tilbud, der gjordes ham af Catharina II og Panin. Allerede da han i 1768 forlod Rusland, havde kejserinden med Bernstorffs samtykke betroet ham det hverv i tyskland at finde en brud for storfyrst-tronfølgeren. Efter at have løst denne vanskelige opgave til kejserindens tilfredshed udnævntes han i 1773 efter sit eget ønske til russisk gesandt i Regensburg med tilladelse til kun at begive sig til sin post, når det behøvedes. I denne stilling forblev han til sin død, 13. marts 1797, idet han stadig modtog de største beviser på Catharinas og kejser Pauls venskab og påskønnelse.

## Vurdering
Asseburg havde kun liden ærgerrighed og var noget tilbøjelig til magelighed, hans sundhed var svag, og han synes at have manglet initiativ. Det var derfor begrundet i rigtig selverkendelse, når han afslog at indtræde i det danske Konseil, hvorimod han i høj grad besad de egenskaber, der udfordres hos en gesandt, og med rette ansås han for en af samtidens betydeligste diplomater.
I politisk henseende sluttede han sig ganske til Bernstorff, og når man fra forskellige sider har beskyldt ham for at have været preussisk sindet, bestyrkes dette hverken ved hans depecher eller ved Frederik II's korrespondance, og hans personlige berøringer med den preussiske konge indskrænkede sig, i det mindste så længe han var i dansk tjeneste, til én audiens, som han havde i 1768 på sin gennemrejse i Berlin. Endnu urimeligere er den påstand, at han skulle have været Bernstorffs hemmelige uven, hvad til fulde fremgår af hans private korrespondance med denne, af den måde, på hvilken han behandledes af Adolph Sigfried von der Osten, og af den anerkendelse, der ydedes ham af A.P. Bernstorff, da denne blev udenrigsminister i 1773.
Ved sine to ældre brødres død uden livsarvinger var Asseburg blevet overhovedet for sin familie og havde forenet familiegodserne, der bl.a. omfattede borgen Falkenstein. 1769 havde han opført Schloss Meisdorf. I 1777 giftede han sig med komtesse von der Schulenburg og efterlod en datter.
Asseburg korresponderede med digteren Friedrich Gottlieb Klopstock.